# Chào bán quyền mua
Chào bán quyền mua (Rights offer) hay Phát hành quyền mua (Rights issue) là một đợt phân phối quyền đăng ký mua các chứng khoán phát hành thêm của một công ty dành cho cổ đông hiện hữu (những người đang nắm giữ chứng khoán hiện hữu của công ty đó). Khi các quyền này dành cho chứng khoán vốn, chẳng hạn như cổ phiếu, trong một công ty đại chúng, đây có thể là một phương thức huy động vốn theo tỷ lệ sở hữu không gây pha loãng tương đối (Non-dilutive pro rata) vì nó cho phép các cổ đông hiện hữu duy trì tỷ lệ sở hữu của họ bằng cách mua thêm cổ phiếu theo tỷ lệ tương ứng. Các đợt phát hành quyền mua thường được thực hiện thông qua một bản cáo bạch hoặc phụ lục bản cáo bạch. Với các quyền được phát hành, người nắm giữ chứng khoán hiện hữu có đặc quyền mua một số lượng chứng khoán mới nhất định từ tổ chức phát hành với một mức giá xác định trong một thời hạn đăng ký mua. Trong một công ty đại chúng, phát hành quyền mua là một hình thức chào bán ra công chúng (khác với hầu hết các loại hình chào bán ra công chúng khác, nơi cổ phiếu được phát hành cho công chúng nói chung). Một số vấn đề về quyền bao gồm "quyền mua thêm" (Over‐subscription privilege), cho phép các nhà đầu tư mua thêm cổ phiếu ngoài số lượng được cung cấp với quyền mua thêm cơ bản, nếu những cổ phiếu bổ sung đó có sẵn. Thông thường, số lượng cổ phiếu vượt mức đăng ký mua mà một nhà đầu tư có thể mua được giới hạn không quá số lượng đăng ký mua cơ bản của người đó. Nếu không thể lấp đầy tất cả các quyền vượt mức đăng ký mua, chúng sẽ được lấp đầy một phần theo cơ sở tỷ lệ tương ứng.

## Đại cương
Phát hành quyền mua có thể đặc biệt hữu ích cho tất cả các công ty niêm yết so với các phương án huy động vốn mang tính pha loãng cao hơn. Vì các đợt phát hành vốn cổ phần thường được ưu tiên hơn so với các đợt phát hành nợ theo quan điểm của công ty, các công ty thường lựa chọn phát hành quyền mua để giảm thiểu sự pha loãng và tối đa hóa thời gian sử dụng của các khoản lỗ tính thuế được kết chuyển. Bởi vì trong một đợt chào bán quyền mua không có sự thay đổi quyền kiểm soát và "lý thuyết phi giao dịch" (no-sale theory) được áp dụng, các công ty có thể bảo toàn các khoản lỗ tính thuế được kết chuyển tốt hơn so với thông qua các đợt chào bán tiếp theo hoặc các hình thức huy động vốn có tính pha loãng cao hơn. Đây là một trong những loại hình thuộc các phương thức phát hành chứng khoán ở cả công ty đại chúng và công ty tư nhân. Việc chào bán quyền bù đắp cho tác động pha loãng của việc phát hành thêm cổ phiếu. Vì lý do này, các quy tắc giao dịch chứng khoán không yêu cầu các cổ đông chấp thuận chào bán quyền nếu công ty chào bán ít nhất 20% cổ phiếu đang lưu hành với mức chiết khấu vì việc chào bán quyền không được ưa chuộng nên các công ty thường chọn chúng như một giải pháp cuối cùng, có lẽ là do nhu cầu của nhà đầu tư không đủ lớn.
Theo quy định tại Khoản 7 Điều 4 của Luật Chứng khoán Việt Nam năm 2019 thì "Quyền mua cổ phần" là loại chứng khoán do công ty cổ phần phát hành nhằm mang lại cho cổ đông hiện hữu quyền được mua cổ phần mới theo điều kiện đã được xác định. Khi công ty muốn phát hành thêm cổ phiếu để huy động vốn (tăng vốn điều lệ), công ty sẽ ưu tiên cho các cổ đông hiện tại được mua trước. Việc phát hành thêm cổ phiếu có thể làm "pha loãng" tỷ lệ sở hữu và giá trị cổ phiếu. Bằng cách cho cổ đông hiện hữu quyền mua trước, công ty giúp họ duy trì hoặc gia tăng tỷ lệ sở hữu và quyền biểu quyết của mình. Cổ đông sẽ được mua cổ phiếu mới với mức giá thấp hơn giá đang giao dịch trên thị trường (gọi là giá phát hành). Quyền mua được phân bổ theo một tỷ lệ cụ thể dựa trên số cổ phiếu mà cổ đông đang nắm giữ tại "ngày chốt danh sách" (ngày đăng ký cuối cùng). Quyền mua chỉ có hiệu lực trong một khoảng thời gian nhất định. Quyền này chỉ có giá trị trong một khoảng thời gian giới hạn. Nếu cổ đông không thực hiện trong thời hạn này, quyền sẽ tự động hết hiệu lực, bị hủy bỏ. Quyền mua cũng được xem là một loại chứng khoán và có thể được chuyển nhượng (mua/bán) trên thị trường trong thời gian quy định. Ở Hoa Kỳ, nếu các quyền được cổ đông hiện hữu thực hiện, chúng không bị đánh thuế. Giống như với việc mua chứng khoán thông thường, việc đánh thuế xảy ra khi chứng khoán được bán ra. Cơ sở chi phí của cổ phiếu là "giá đăng ký cộng với cơ sở thuế cho các quyền được thực hiện". Thời gian nắm giữ bắt đầu tại thời điểm thực hiện. Nếu quyền được để hết hạn, chúng không được tính là khoản lỗ được khấu trừ vì họ không có cơ sở miễn thuế trong trường hợp này.